# Niemieckie nazwy estońskich miejscowości
W wyniku siedmiu wieków silnej niemieckiej obecności, panowania, dominacji i osadnictwa na terenie Estonii i Łotwy, niemal wszystkie nazwy łotewskich i estońskich miast, miasteczek i wsi posiadają niemieckie odpowiedniki. Często jest tak, że nazwa w języku estońskim lub łotewskim pochodzi od nazwy niemieckiej.

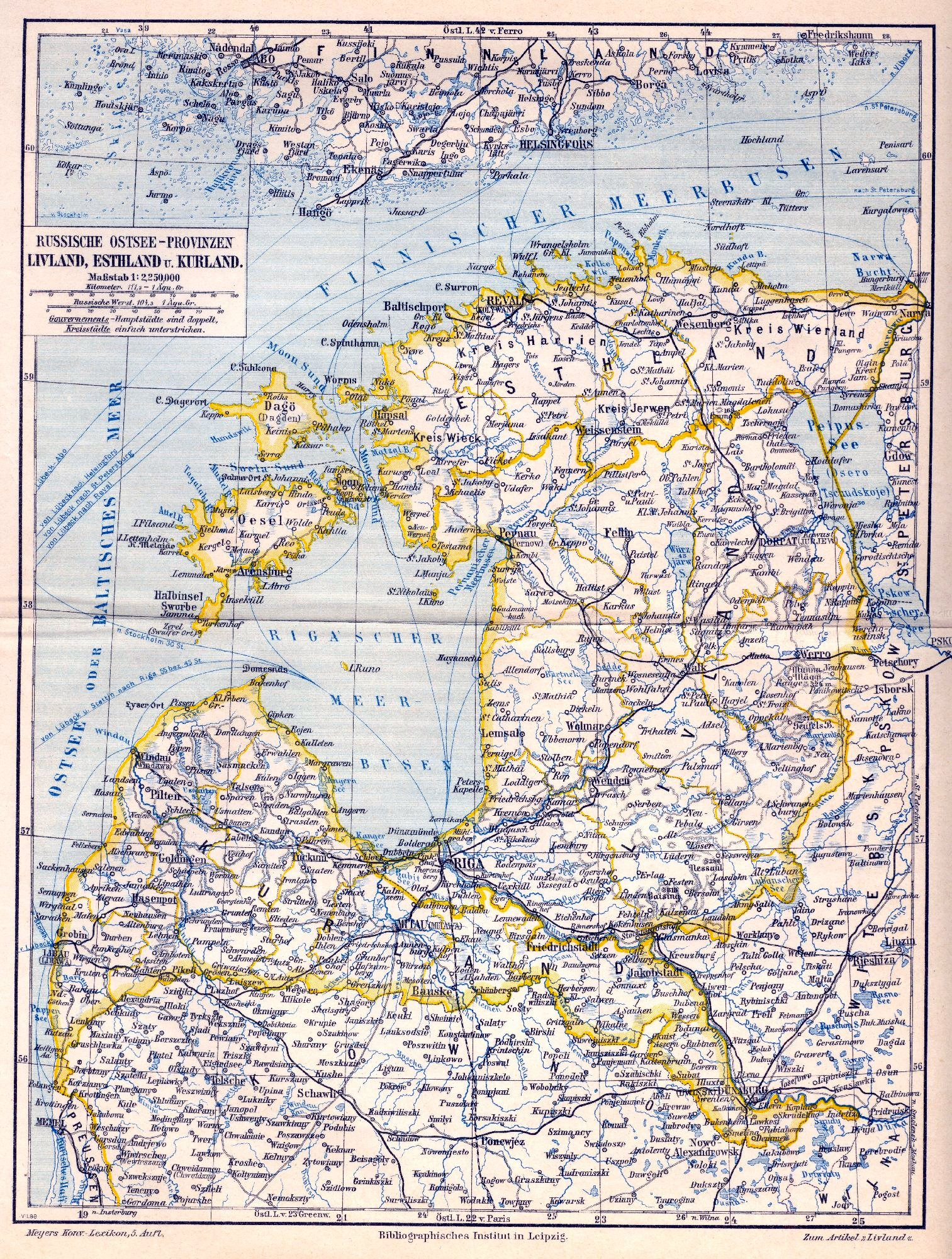
Mapa z czasów panowania rosyjskiego na terenie Łotwy, Estonii i Finlandii, z zaznaczonymi niemieckimi nazwami miejscowości Estonii i Łotwy oraz ze szwedzkimi nazwami miejscowości Finlandii.

W liście podano nazwę estońską po lewej stronie, a niemiecką po prawej.

## A
- Ääsmäe – Essemägi
- Abja-Paluoja – Abbia
- Abruka – Abro
- Aegna – Wulf
- Aegviidu – Charlottenhof
- Ahja – Aga, Aya
- Äksi (Äksi) – Ecks
- Alatskivi – Allatzkivi
- Albu – Alp
- Alu (Rapla) – Allo; Alho; Allone; Allun; Alitn; Alun; Alven; Aluwen; Alwen
- Alutaguse – Allentaken
- Ambla – Ampel
- Anna – St. Annen
- Annikvere – Annigfer
- Anseküla – Anseküll
- Antsla – Antzen
- Arbavere – Arbafer
- Ardu – Harde
- Arkna – Arknal
- Aruküla – Arroküll
- Arumetsa – Gutmannsbach
- Arusaare – Arrosar
- Aruvalla – Arowall
- Aseri – Asserien
- Audru – Audern
- Avinurme – Awwinorm

## E
- Elistvere – Ellistfer
- Emmaste – Emmast
- Erastvere – Errastfer
- Esku – Esko

## H
- Haabersti – Habers; Habers, Stadt-Gut
- Häädemeeste – Gudmannsbach, Saraküll
- Haage – Haakhof
- Haapsalu – Hapsal
- Habaja – Habbat
- Hageri – Haggers
- Hagudi – Haggud
- Haimre – Heimar
- Haljala – Haljall
- Haljava – Hallinap
- Halliste – Hallist
- Hanila – Hannehl
- Hargla – Harjel
- Härjanurme – Herjanorm
- Harju-Jaani – St. Johannes
- Harjumaa – Harrien
- Harju-Madise – St. Matthias
- Harmi – Alt Harm
- Heimtali – Heimthael
- Helme – Helmet
- Hiuma – Dagö
- Hirmuste – Hirmus
- Hõbeda – Hoebbet
- Holstre – Holstfershof
- Hõreda – Hördel
- Hummuli – Hommeln
- Huuksi – Hukas

## I
- Ihasalu Ihhasallo
- Ihaste Igast
- Iisaku Isaak
- Illuka Illuck
- Illuste Illust
- Ilmjärve Ilmjerv
- Ilumäe Illomägi
- Imavere Immafer
- Imukvere Immofer
- Inju Innis

## J
- Jaagupi Jacobi
- Jägala Jaggowal
- Jälgimäe Jelgimäggi
- Jäneda Jendel
- Järva-Jaani St Johannis
- Järvakandi Jervakant
- Järvamaa Jerven
- Järva-Madise St Matthaei
- Järve Türpsal
- Jõelähtme Jeglecht
- Jõgeva Laisholm
- Jõhvi Jewe
- Jõõpre Jäpern
- Jööri Jöhr
- Jüri Jürgens
- Juuru Jörden

## K
- Kaagvere Kavershof
- Kaarepere Kersel
- Kaarma Karmel
- Kabala Cabbal, Kappel
- Kadrina Katharinen
- Kadriorg – Katarinental; Katharinenthal; Cathriindal
- Käina Keinis
- Kalamaja – die Fischermay; Vischermaye; Suddenpe
- Kambja Kambi
- Kärevere Kerrafer
- Karja Karris
- Karksi Karkus
- Kärtsna Kerstenshof
- Käru Kerro
- Karuse Karusen
- Käsmu Kaspervik
- Kassari Kassar
- Kauksi Kaucks
- Kaunissaare Kaunissaar
- Kavastu (Haljala) – Kawast; Kaaps; Kappes; Unnas
- Kavastu (Tartu-Maarja) – Kawast; Saleskyhof
- Keeri Kehrimois
- Kehra Kedder
- Kehtna Kechtel
- Keila Kegel
- Keila-Joa Fall
- Kihelkonna Kielkond
- Kihnu Kühno
- Kiidjärve Kidjärv
- Kiisa Kisa
- Kiiu Kida
- Kiltsi Ass
- Kirbla Kirbel
- Kiviõli Neu-Isenhof
- Klooga Lodensee
- Kodasoo Kotzum
- Kodavere Kodafer
- Koeru St Marien-Magdalenen
- Kohila Koil
- Kohtla-Järve Kochtel-Türpsal
- Koigi Koik
- Kõiguste Koigust
- Kolga Kolk
- Kolga-Jaani Kl St Johannis
- Kõljala Kölljall
- Kolu Kollo
- Kopli – Ziegelskoppel; Ziegels-Koppel; Teghelcoppel
- Kõpu Köppo
- Kõrgessaare Hohenholm
- Kose (Jõelähtme) – Kosch
- Kostivere Kostifer
- Kristiine – Christinthäler
- Kuigatsi Lövedhof
- Kuivastu Kuiwast
- Kukulinna Kuckulin
- Kullamaa Goldenbeck
- Kuremäe Püchtitsa
- Kuressaare Arensburg
- Kursi Talkhof
- Kuusalu Kuusal

## L
- Lagedi Laakt
- Lahmuse Lachmes
- Laimjal Laimjal
- Laitse Laitzen
- Laiuse Lais
- Lasila Lassila
- Laulasmaa Laulasma
- Lehtse Lechts
- Leisi Laisberg
- Lihula Leal
- Liigvalla Löwenwolde
- Lohu Loal
- Lohusuu Lohusu
- Loksa Loxa
- Loo Neuenhof
- Lüganuse Luggenhusen
- Luke Lugden
- Lümandu Limmat
- Lustivere Lustifer
- Luunja Lunja

## M
- Maardu Maart, Udiküll
- Maarjamäe – Marienberg; Strietberg
- Mäeküla Mähküll
- Mäetaguse Mehntack
- Maidla Maydel
- Männiku Mönnikorb
- Mäo Mecshof
- Märjamaa Merjama
- Martna St Martens
- Massu Massau
- Matsalu Matzal
- Meeksi Mecks
- Mehikoorma Mehikorem
- Merimetsa – Seewald
- Mõdriku Mödders
- Mõigu – Moik
- Mõisaküla Moiseküll
- Mõniste Mentzen
- Mooste Moisekatz
- Muhu Mohn
- Munamägi Munnamäggi
- Muraste Morras
- Mustjala Mustel
- Mustla Mustlanöm
- Mustvee Tschorna
- Muuga Münkenhof

## N
- Nabala Nappel
- Naissaar Nargen
- Narva-Jõesuu Hungerburg
- Navesti Nawwast
- Neeruti Megel
- Nehatu Nehhat
- Noarootsi Nukkö
- Nõo Nüggen
- Nõva Newe
- Nurme Nurms

## O
- Ohtu Ocht
- ÕisuEuseküll
- Olustvere Ollustfer
- Orissaare Orrisaar
- Oru Orrenhof
- Osmussaar Odinsholm
- Otepää Odenpäh

## P
- Pada Paddas
- Pädaste Peddast
- Paeküla Paenküll
- Paide Weissenstein
- Paistu Paistel
- Pakri Rogö
- Pala Palla
- Palamuse Bartholomäi
- Paldiski Baltischport
- Palivere Pallifer
- Paljassaare – Karls I(nsel)
- Pandivere Pantifer
- Papiniidu Papen-Wiek
- Parila Pergel
- Pärnu Pernau
- Paslepa Paschlep
- Paunküla Paunküll
- Pedassaar Peddasaar
- Peningi Penningby
- Piirissaar Porka, Pirisaar
- Pirita – Brigitten, Strandorte; Mariendal
- Pöide Peude
- Põllküla Pöllküll
- Põltsamaa Oberpahlen
- Põlva Pölwe
- Pootsi Potzik
- Porkuni Borkholm
- Prangli Neu-Wrangelshof
- Püha Pyha
- Pühajärve Pühhajerv
- Pühajõe Pühhajoggi
- Pühalepa Pühhalep
- Puhja Cawelecht
- Pühtitsa Pühtitz
- Puka Bockenhof
- Purila Purgel
- Püssi Neu-Isenhof

## R
- Raadi Ratshof
- Rääma Ravassar
- Raasiku Rasik
- Rägavere Reggafer
- Raikküla Raiküll
- Rakvere Wesenberg
- Randvere Randfer
- Ranna-Pungerja Ranna-Pungern
- Rannu Randen
- Räpina Reppin
- Rapla Rappel
- Reigi Roicks
- Ridala Röthel
- Riidaja Morsel-Podrigel
- Riisipere Riesenberg
- Risti Kreuz
- Roela Ruil
- Rõngu Ringen
- Rooküla Rohküll
- Roosa Rosenhof
- Rõuge Rauge
- Ruhnu Runö
- Ruila Ruil
- Rutikvere Ruttigfer
- Ruusmäe Rogosinski

## S
- Saadjärve Sadjerw
- Saarde Saarahof
- Saare Sarenhof
- Saaremaa Ösel
- Sagadi Saggad
- Saha Saage
- Saku Sack
- Salutaguse Sallentacken
- Sangaste Theal
- Saue Friedrichshof
- Sikeldi Siklecht
- Sillamäe Sillamägi, Kannoka
- Sindi Zintenhof
- Sõmerpalu Sommerpahlen
- Sutlepa Sutlep
- Suure-Jaani Gr.St Johannis
- Suuremõisa Magnushof
- Suur-Pakri Gr.Rogoe

## T
- Taagepera Wagenküll
- Taebla Taibel
- Taheva Taiwola
- Tahkuranna Tackerort
- Tähtvere Techelfer
- Tallinn Reval
- Tamsalu Tamsal
- Tapa Taps
- Tartu Dorpat
- Tarvastu Tarwast
- Tiskre Tischer
- Tõdva Tedva
- Tõlliste Töllist
- Torgu Torkenhof
- Tori Torgel
- Tõrva Törwa
- Tõstama Testama
- Tsooru Soorhof
- Tuhala Toal
- Tuhalaane Tuhhalaane
- Türi Turgel
- Türi-Alliku Allenküll

## U
- Uderna Uddern
- Udriku Uddrich
- Uhtna Uchten
- Ülgase Ilgas
- Urvaste Urbs, Antzen
- Uuemõisa Neuenhof

## V
- Väätsa Waetz
- Vahastu Wahhast
- Väike-Maarja Kl.Marien
- Väike-Pakri Kl.Royoe
- Vainupea Wainopae
- Valga Walk
- Valjala Wolde
- Valkla Wallküll
- Valtu Waldau
- Vändra Alt-Fennern
- Varbla Werpel
- Vasalemma Wassalem
- Vasknarva Wichtisby, Serenitz
- Vastseliina Neuhausen
- Vastsemõisa Wastemois
- Vatla Wattel
- Veriora Paulenhof
- Vigala Fickel
- Vihula Viol
- Viimsi – Wiems
- Viljandi Fellin
- Virtsu Werder
- Võhma Wöchma
- Võisiku Woisek
- Võnnu Wendau
- Võõpsu Wöbs
- Vormsi Worms
- Võru Werro
- Võsu Vasso
- Võtikvere Wotikfer